# 大入道山車

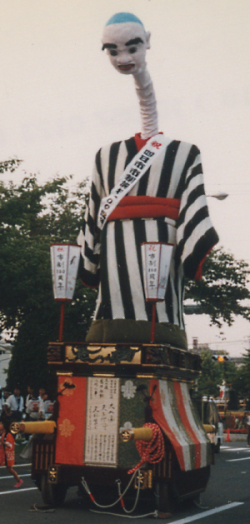
四日市祭の大入道

大入道山車 （おにゅうどうだし、おおにゅうどう ではない）は、三重県四日市市に伝わる、大入道のからくり人形を乗せた山車。からくり人形は身の丈3.9m、首の長さ最長2.2mの日本最大の大きさを誇る。1976年（昭和51年）3月31日に三重県有形民俗文化財に指定。
諏訪神社の氏子町の一つである桶之町（現在の中納屋町）が、文化年間に製作したとされ、現在の山車は、明治初期に作られたもの。四日市市のシンボルキャラクターになっている。マーチャンダイズも様々な形で行われており、大入道を模したゆるキャラの'こにゅうどうくん'も存在する。
毎年10月開催の諏訪神社の祭礼の四日市祭、毎年8月の第1土・日曜日に開催の「大四日市まつり」で曳き出され、中納屋町の大入道保存会の人形師が、首を伸ばしたり倒したり、舌を出したり、目や眉を動かしたり、と滑稽な動きを演じる。